# Галлімар
«Галліма́р» (фр. Les Éditions Gallimard) — найбільше незалежне видавництво Франції, засноване в 1911 році Гастоном Галлімаром. Одне з трьох найпотужніших інтелектуальних видавництв Франції разом з видавництвами «Сей» і «Грассе».
До редакційної ради видавництва входили відомі французькі письменники та науковці Мішель Турньє, Жан-Бертран Понталіс, П'єр Нора, Патрік Модіано, Жан-Марі Гюстав Ле Клезіо, Філіпп Соллерс.
Видавництво опублікувало твори 36 лауреатів Гонкурівської премії, 40 лауреатів Нобелівської премії з літератури та 10 лауреатів Пулітцерівської премії.
Серед авторів «Галлімара» — Андре Жид, Поль Клодель, Марсель Пруст, Жан-Поль Сартр, Луї Арагон, Андре Бретон, Андре Мальро, Антуан де Сент-Екзюпері, Анрі Мішо, Ежен Йонеско, Альбер Камю, Маргеріт Юрсенар, Маргеріт Дюрас, Патрік Модіано, Жан-Марі Гюстав Ле Клезіо, Мілан Кундера, Мішель Турньє, Джонатан Літтель та інші.

## Видавничі серії
- La Collection blanche — у цій серії публікуються новітні французькі автори (проза і поезія)
- Folio (Folio Classique, Folio Policier, Folio SF, Folio 2€, Folioplus Classiques, Foliothèque…) — кишенькові видання
- Folio Junior — кишенькові видання для дітей та підлітків
- Folio SF — наукова фантастика
- Futuropolis — великоформатні, ілюстровані видання прозових текстів
- Quarto — серія вибраних творів, фортмат «октав», м'яка палітурка
- Série noire — серія детективів
- Verticales
- L'Un et l'Autre — серія літературних біографій
- Cartonnages Prassinos
- Бібліотека Плеяди Bibliothèque de la Pléiade — найпрестижніша серія Франції, за життя в цій серії публікувалося лише кілька авторів (Андре Жід, Жульєн Грак, Клод Сімон, Клод Леві-Строс)
- Découvertes Gallimard[en]
- Du monde entier
- Arcades
- Haute Enfance
- Le Promeneur
- L'Arpenteur
- Bibliothèque des Idées — монографії з гуманітарних наук
- Bibliothèque des Sciences Humaines — монографії з гуманітарних наук
- Bibliothèque de Philosophie — монографії з філософії
- Les Journées qui ont fait la France
- Témoins
- NRF Essais
- NRF Bio
- L'Esprit de la cité
- Connaissance de l'Orient
- Hors Série Connaissance
- L'Imaginaire
- Connaissance de l'inconscient
- Connaissance de l'Orient

## Часописи
Видавництво публікує ряд часописів:
- Інфіні (L'Infini), колишній Тель Кель (Tel Quel): головний редактор Філіп Соллерс
- Le Débat
- Тан Модерн (Les temps Modernes)
- La Nouvelle Revue Française

## Видавнича група Ґаллімар
До видавничої групи Ґаллімар входять такі дочірні видавництва:
- Деноель (Éditions Denoël)
- Меркюр де Франс (Les Éditions du Mercure de France)
- Gallimard Loisirs (туристичні путівники)
- Gallimard Jeunesse
- Phase Deux (ex Verticales)
- Joëlle Losfeld
- P.O.L. (88 %)
- Les Éditions de la Table Ronde
- Éditions Alternatives
- Éditions Foliade (Бельгія)
- Éditions des Cinq Frontières (Швейцарія)
- Gallimard Limitée (Канада)
- Schoenhof's Foreign books (США)
- Фютюрополіс (Futuropolis)

## Видавництво в цифрах
- 1 418 назв у 2003 році.
- Виторг за рік: 226 мільйонів євро
- Персонал: 1 000 працівників
- Третє за величиною видавництво Франції (другим є видавництво «Ашетт»: у 2003 році — 960 мільйонів євро обороту)